# ریچارد بی. استون
ریچارد بی. استون (به انگلیسی: Richard Bernard Stone) (درگذشت ۲۸ ژوئیه ۲۰۱۹) سناتور سابق عضو حزب دموکرات ایالات متحده آمریکا بود. وی در سال ۱۹۷۵ تا ۱۹۸۰ میلادی سناتور ایالت فلوریدا در سنای ایالات متحده آمریکا بود.